# Beurs (métro de Rotterdam)
Pour les articles homonymes, voir Bourse.
Beurs est une station de correspondance entre la section commune des lignes A, B et C avec la section commune des D et E du métro de Rotterdam. Elle est située sous la Churchillplein (place Churchill), dans l'arrondissement de Rotterdam-Centre, à Rotterdam aux Pays-Bas.
Mise en service en 1968, elle est la station la plus importante du réseau, desservie par toutes les lignes du métro, mais aussi en correspondance avec de nombreuses lignes du tramway de Rotterdam.

## Situation sur le réseau

Plan du métro.

La station Beurs est une station de correspondance du métro de Rotterdam disposant de deux stations du même nom : la station, de la section commune A+B+C, est située entre : la station Blaak, vers le terminus ligne A Binnenhof, ou vers le terminus ligne B Nesselande, ou vers le terminus ligne C De Terp ; et la station Eendrachtsplein, vers le terminus ligne A Vlaardingen-West, vers le terminus ligne B Hoek van H. H., et vers le terminus ligne C De Akkers,,, ; la station, de la section commune D+E, est située entre : la station Stadhuis, vers le terminus nord de la ligne D Rotterdam-Centrale, ou vers le terminus nord de la ligne E La Haye-Centraal ; et la station Leuvehaven, vers le terminus sud de la ligne D De Akkers, ou vers le terminus sud de la ligne E Slinge,,.
Elle comporte deux sous stations disposant chacune de deux voies encadrées par deux quais latéraux.

## Histoire
La première station Beurs est mise en service le 9 février 1968, lors de l'ouverture à l'exploitation de la première section du métro de Rotterdam, entre les stations Rotterdam-Centrale et Zuidplein sur la ligne Nord-Sud (Noord-Zuidlijn), appelé temporairement ligne Érasme, Erasmuslijn vers ).
Une autre station, dénommée Churchillplein, est ouverte le 6 mai 1982, à proximité de Beurs, sur la nouvelle ligne est-ouest (Oost-Westlijn, également appelée temporairement Calandlijn, ligne Caland). Ces deux stations ont d'abord été reliées par un passage souterrain, puis elles ont fusionné sous le nom de Beurs, à la fin des années 1990.
C'est en décembre 2009, que la première station est desservie par les rames des lignes A, B et C et que la deuxième station est desservie par la ligne D, puis également par la ligne E à partir de 2011.

## Services aux voyageurs

### Accès et accueil
La station est équipée d'automates pour l'achat ou la recharge de titres de transport, elle dispose d'ascenseurs pour l'accessibilité des personnes à la mobilité réduite. Des commerces et des établissements de restauration y sont installés. La station Beurs de la section commune A+B+C est en relation piétonne avec la station Beurs de la section commune D+E.

### Desserte

#### Station lignes A+B+C
Beurs A+B+C est desservie par les rames des lignes A, B et C du métro.

Station Beurs A B C
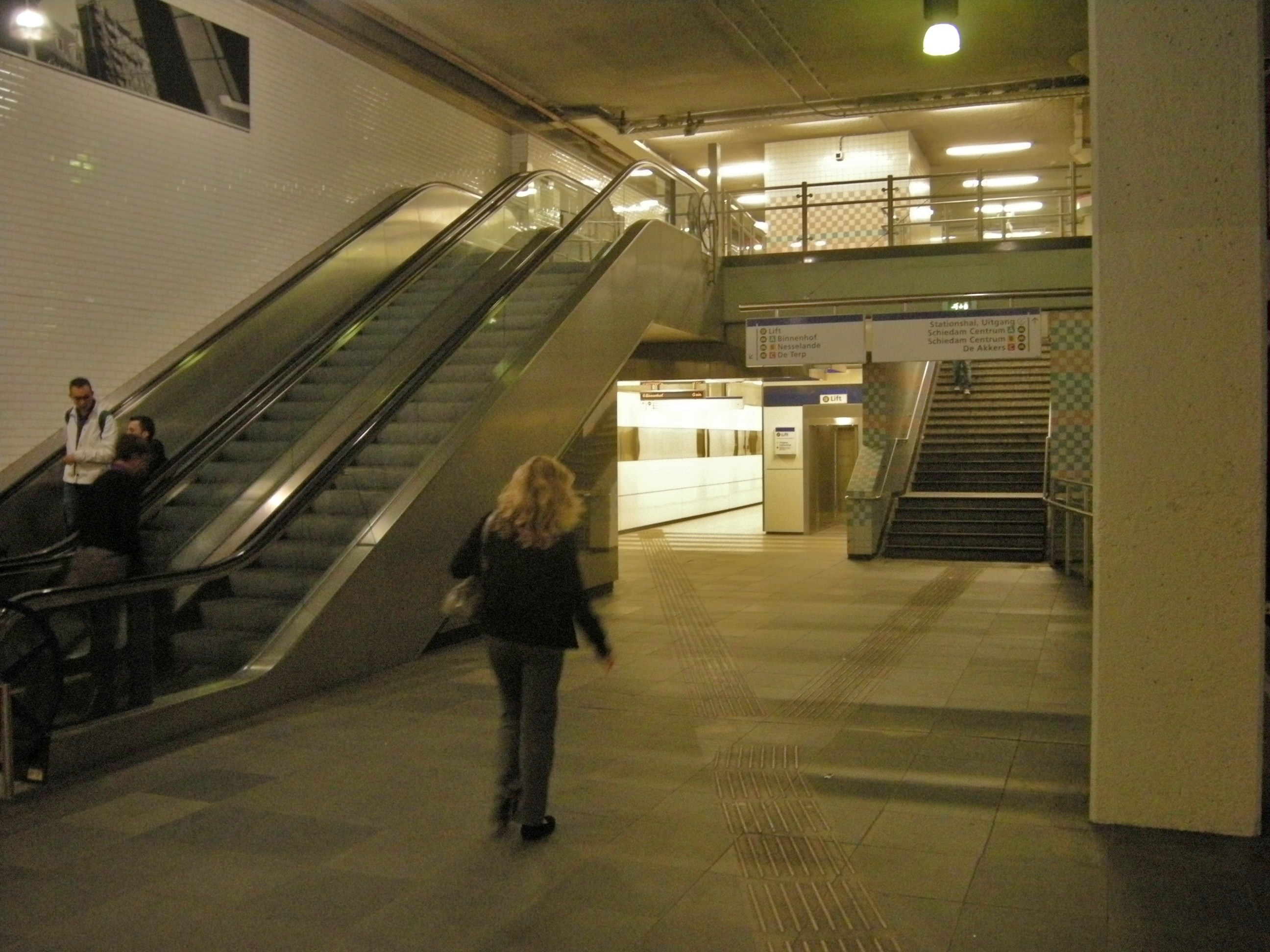
Vers la station.
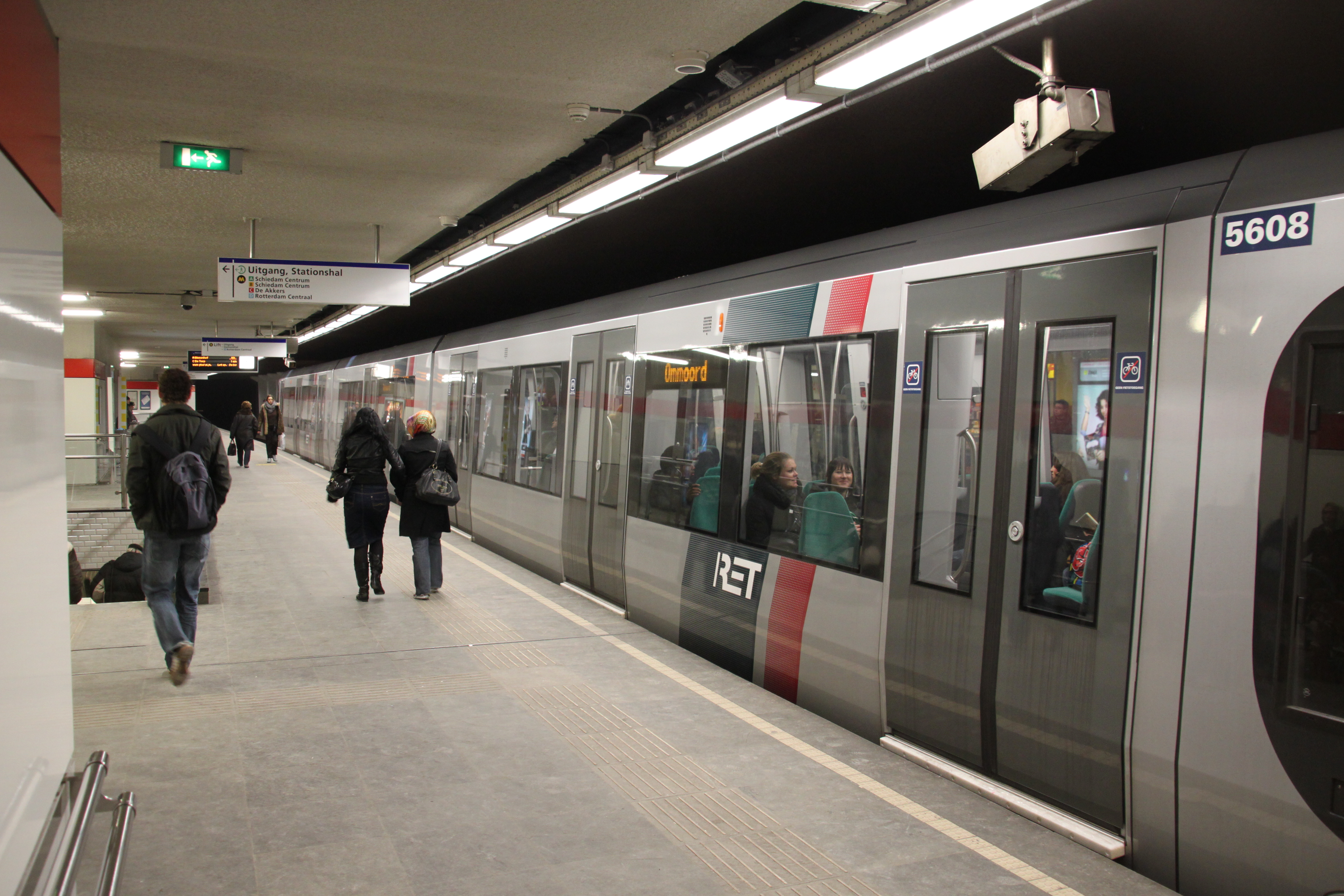
Desserte.

#### Station lignes D+E
Beurs D+E est desservie par les rames des lignes D et E du métro.

### Intermodalité
La station est en correspondance avec la station du tramway de Rotterdam desservie par les lignes 8, 12, 20, 21, 23, 24 et 25. Un arrêt de bus est desservi par le bus de nuit BOB B11.
Pour les vélos, il y a parcs ouverts non sécurisés et un parc fermé et sécurisé.

## À proximité
- Place de la Bourse (Rotterdam)